# Sergio Vázquez
Sergio Fabián Vázquez (Buenos Aires, 23 novembre 1965) è un ex calciatore argentino.

## Palmarès

### Club
- Campionato cileno: 1

Univ. Católica: 1995

### Nazionale
- Campeonato Sudamericano de Football: 2

Cile 1991, Ecuador 1993
- Confederations Cup: 1

1992
- Coppa dei Campioni CONMEBOL-UEFA: 1

Argentina 1993